# IC 3505
IC 3505 ist eine Balken-Spiralgalaxie vom Hubble-Typ SBC mit aktivem Galaxienkern im Sternbild Coma Berenices am Nordsternhimmel. Sie ist schätzungsweise 616 Millionen Lichtjahre von der Milchstraße entfernt, hat einen Durchmesser von etwa 165.000 Lichtjahren. Die Galaxie wird unter der Katalognummer VCC 1542 als Teil des Virgo-Galaxienhaufens gelistet, ist gafür jedoch viel zu weit entfernt.
Im selben Himmelsareal befinden sich u. a. die Galaxien NGC 4515, IC 3471, IC 3519, IC 3528.
Das Objekt wurde am 7. Mai 1904 von Royal Harwood Frost entdeckt.